# Occident au Ve siècle

Le Ve siècle en Europe occidentale constitue la charnière entre l'Antiquité tardive et le Haut Moyen Âge. Il est marqué par l'effondrement de l'Empire romain d'Occident sous le coup des invasions barbares et l'établissement des premiers royaumes barbares. L'Occident sombre dans l'anarchie, mais plusieurs institutions antiques ainsi que l'Église restent tant bien que mal intactes.
Cette période trouble sera suivie au VIe siècle par une période de reconstruction sociale par et autour de l’Église, sur fond de forte instabilité politique.

## Effondrement de l'Empire romain d'Occident

### Fin de l'Antiquité

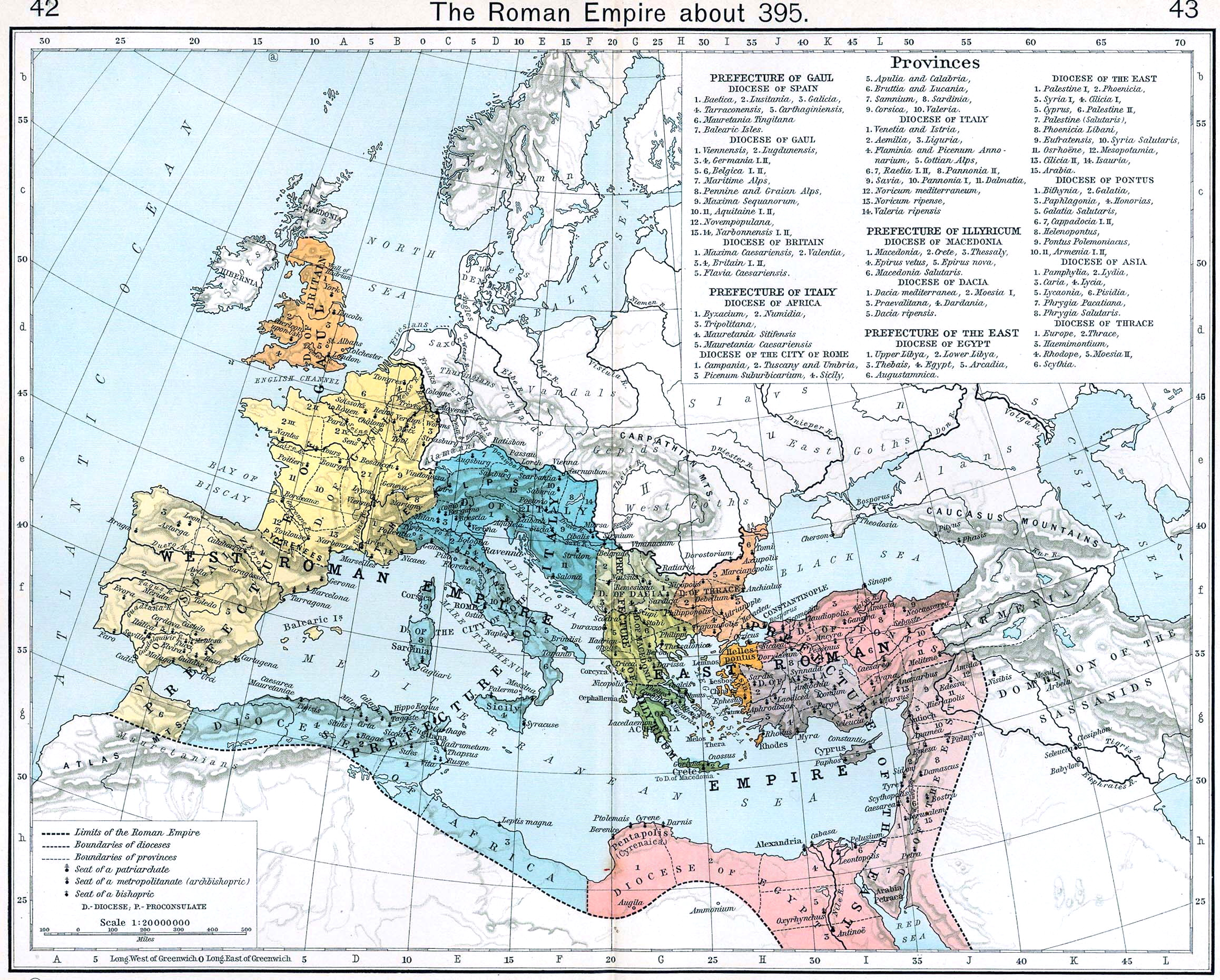
L'Empire romain à la veille des grandes invasions.

Après la division définitive de l'Empire romain en 395 à la mort de Théodose le Grand, l'Empire romain d'Occident n'assura un gouvernement effectif de l'Occident que pendant une quinzaine d'années.
En 400, les Wisigoths envahirent l'Empire d'Occident et pillèrent Rome en 410. L’Italie est attaquée de toutes parts ; Stilicon, pour tenter de la sauver, doit dégarnir les provinces de leurs légions, marquant la fin effective du pouvoir impérial sur celles-ci.
Frontière naturelle, le Rhin gelé fut franchi à partir du 31 décembre 406 par divers peuples barbares, notamment les Vandales (Hasdings et Sillings), les Suèves et les Alains, qui firent ainsi irruption dans l'Empire romain.
D'autres peuples firent de même et les « invasions barbares » virent la migration de nombreuses populations essentiellement germaniques dans toute l'Europe.
Les empereurs de cette période avaient généralement peu d'influence et la plus grande partie du pouvoir appartenait à des généraux d'origine barbare comme Stilicon (d. 408), Aspar (d. 471) ou Ricimer (d. 472). La déposition du dernier empereur romain d'Occident, Romulus Augustule par le chef ostrogoth Odoacre en 476, est traditionnellement utilisée pour marquer la fin de l'Empire romain d'Occident et par extension celle de l'Antiquité.
Mais à cette date, l'empereur n'avait plus autorité sur l'empire depuis déjà longtemps — le pouvoir était ailleurs.

### Les grandes invasions

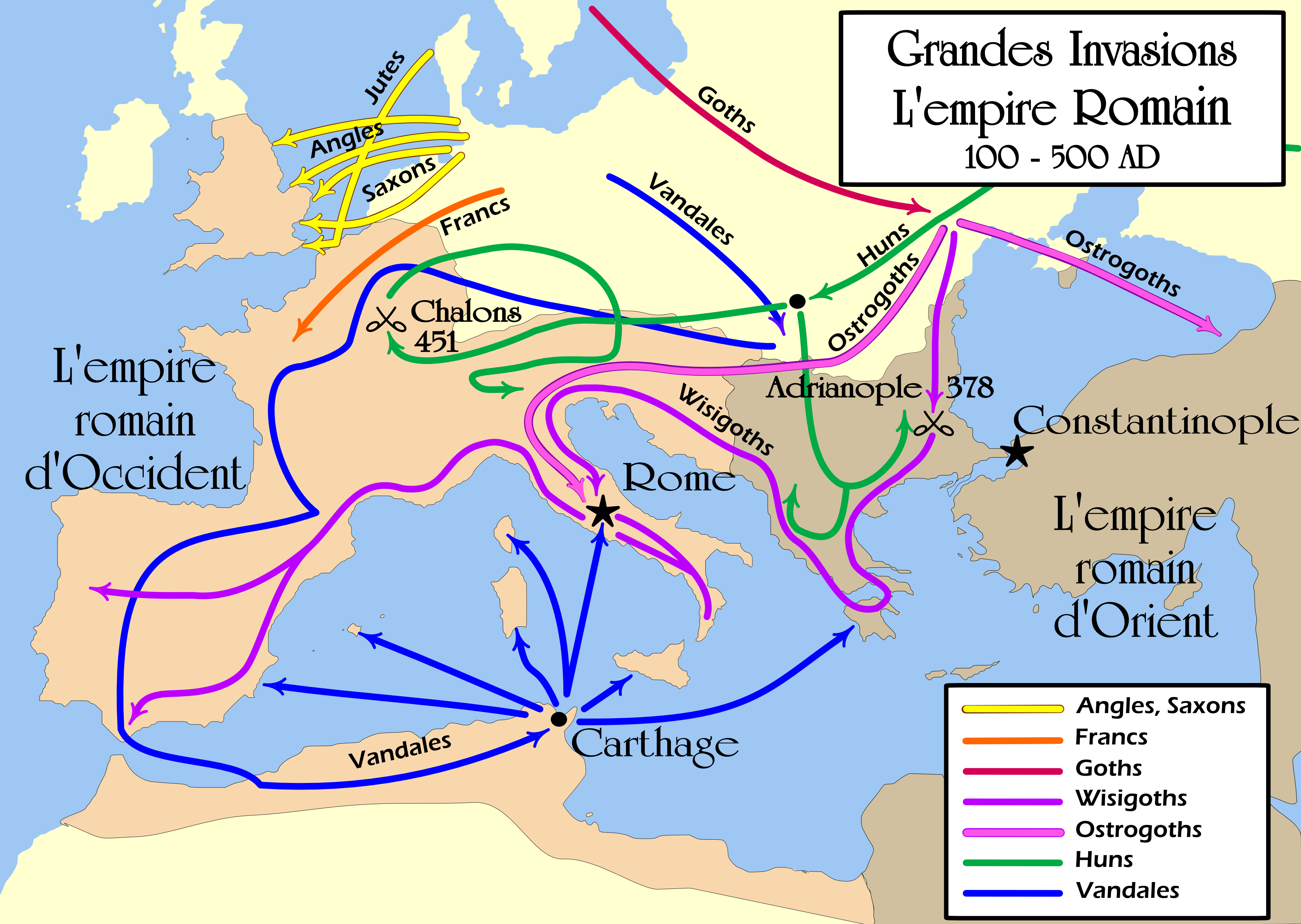
Les invasions barbares du V.

Ces mouvements de population étaient en partie causés par l'avancée vers l'ouest des Huns qui, menés par Attila (r. 434-453), pillèrent les Balkans en 442 et 447, la Gaule en 451 (bataille des champs Catalauniques) et l'Italie en 452. Les Huns restèrent menaçants jusqu'en 453 quand l'Empire hunnique s'effondra à la mort de son chef.
401-405 : avancée des Huns. Précédés de leurs alliés Ostrogoths, ils attaquent les Vandales, les Suèves, les Quades et les Gépides dans le bassin des Carpates. Les Barbares réfugiés submergent l’empire d’Occident. Le déferlement commence avec la fuite des Vandales conduits par la dynastie des Hasdings (qui fondera le royaume de Carthage), en compagnie de groupes alliés d’Alains et de Gépides. Ils entrent en Norique, puis avancent en Rhétie avant de traverser le Rhin à la fin de 406. Dans leur sillage progressent les Suèves-Quades et l’autre branche des Vandales conduite par la dynastie des Silings ; ils se déplacent dans la vallée du Danube, dans la direction du Rhin (401-405), rejoints par des bandes de pillards de Pannonie et Norique. Certains peuples ne participent pas, ou très peu, à la fuite généralisée en 401-405 : les Gépides dans la partie nord des territoires à l’est de la Tisza, les Sarmates entre le Danube et la Tisza et les Suèves. En Hongrie, les Huns s’installent sur les rives du Danube dans les fortins romains abandonnés, puis en Pannonie sur une ligne de défense en arc de cercle entre les champs moraves, le lac Balaton et Sirmium.
411 : les envahisseurs Vandales, Alains et Suèves se partagent l'Espagne en tirant au sort. Les Vandales obtiennent l'Andalousie, les Suèves la Galice (Royaume suève) et les Alains la Lusitanie et Carthagène. 
Les Wisigoths sont envoyés par Rome pour en finir avec les Bagaudes en Aquitaine et les colonnes de Hasdings, Sillings et Alains en Hispanie. Ils y fondent un royaume.
Rome paye tribut aux Huns et leur abandonne la Pannonie.
447-449 : des mercenaires saxons puis angles et jutes s’établissent en Grande-Bretagne à l’appel du chef celte Vortigern pour lutter contre les Scots et les Pictes. À la suite de l'invasion de la Bretagne romaine par les Angles et les Saxons. Premières invasions germaniques en Grande-Bretagne selon la Chronique anglo-saxonne (Saxons, Angles et Jutes sont dirigés par Hengist et Horsa). Établissement progressif de l'Heptarchie, jusqu'à l'unification de l'Angleterre sous la bannière du Wessex. Les Anglo-Saxons s’emparent de la Bretagne et attirent de nouveaux immigrants. Ils s’installent le long des côtes du Norfolk et du Kent vers 450-455 pour ensuite ravager les Midlands (les régions centrales du pays). Le déplacement de populations nombreuses sur de petits bateaux à rames a pu s’étaler sur plusieurs générations. L’archéologie confirme l’installation des Saxons dans le Sud de l’Angleterre, et celle des Angles au Nord. Les Bretons de ces régions sont chassés ou complètement assimilés (la toponymie et la langue anglaise comporte très peu de mots à racine celtique).
Les Bretons s'installent en Armorique où ils effacent toute trace de la civilisation romaine.
Les Huns envahissent la Gaule en 451 et sont vaincus par Aetius et les Germains fédérés à la bataille des champs Catalauniques.
Sac de Rome par les Vandales.
La Rhétie et la Germanie sont abandonnées aux Germains.
Les Saxons s’installent en Gaule du nord.
Les Burgondes commencent leur expansion : ils occupent la région rhodanienne et prennent Lyon (457-458).
468-477 : conquête de l’Espagne par le roi Wisigoth Euric.
Les Bavarois, peuple germain venu de Russie méridionale occupent le Tyrol, une partie des Alpes autrichiennes et la vallée du Danube.
Installation des Ostrogoths en Mésie inférieure.
Les Gépides, installés en Dacie et en Pannonie, occupent de vastes régions à la frontière nord de l’Empire d’Orient de 473 à 504, puis de 536 à 551.
Les Huns blancs envahissent le Gandhâra dans l'Inde du Nord. Sakala devient leur capitale.
486 : bataille de Soissons. Le domaine gallo-romain de Syagrius est conquis par les Francs.
Même si les mouvements de populations durant cette période ont été qualifiés d'« invasions », il ne s'agissait pas d'expéditions militaires mais de migrations concernant des peuples entiers.
Ces barbares ne représentaient que 5 % de la population d'Europe occidentale. 
Pour illustrer la faiblesse numérique des tribus barbares, on se souviendra que les Lombards, lorsqu'ils envahirent l'Italie dans la seconde moitié du VIe siècle, formaient une horde composée d'environ 120 000 personnes y compris personnes âgées, femmes et enfants.
Ces invasions bouleversèrent profondément la nature culturelle, politique et démographique de l'Empire romain d'Occident.

### Formation des royaumes barbares

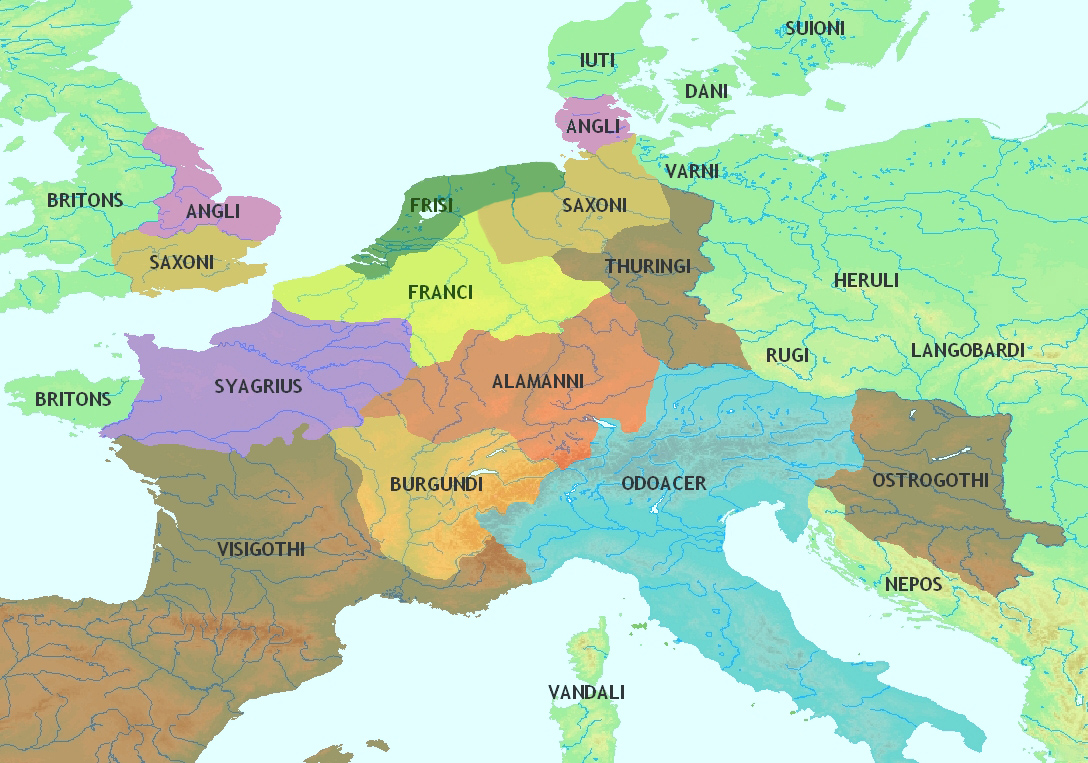
Occident vers 475.

Au Ve siècle, avec la disparition du pouvoir central impérial, la partie occidentale de l'Empire se divisa en petites entités autonomes gouvernées par les tribus qui s'y étaient installées au début du siècle.
Les Francs, les Alamans et les Burgondes s'installèrent dans le nord de la Gaule, les Angles, les Saxons et les Jutes s'implantèrent en Grande-Bretagne tandis que les Wisigoths et les Vandales fondèrent respectivement des royaumes en Hispanie et en Afrique du Nord,.
En Europe occidentale, de nouvelles entités apparurent dans les anciens territoires de l'Empire romain. Les Ostrogoths menés par Théodoric (d. 526) s'installèrent en Italie à la fin du Ve siècle et créèrent un royaume caractérisé par une coopération entre Italiens et Ostrogoths du moins jusqu'à la fin du règne de Théodoric. Le premier royaume burgonde fut détruit par les Huns en 436 et un nouveau fut fondé dans les années 440 dans l'actuel Est de la France.
Dans le Nord de la Gaule, les Francs formèrent plusieurs royaumes indépendants qui furent unifiés et christianisés par Clovis (r. 481-511). Dans les îles Britanniques, les Anglo-saxons s'installèrent aux côtés des Britto-romains mais l'actuelle Angleterre resta divisée en plusieurs royaumes formant l'Heptarchie. Au sud, les Wisigoths et les Suèves formèrent respectivement des royaumes dans l'Est et l'Ouest de la péninsule Ibérique tandis que les Vandales s'installèrent en Afrique du Nord. Profitant du chaos causé par les attaques byzantines en Italie, les Lombards supplantèrent le royaume ostrogoth à la fin du VIe siècle. Plus à l'est, des peuples slaves s'installèrent en Europe centrale et orientale dans les anciens territoires des tribus germaniques, même si les circonstances de ces migrations restent en grande partie inconnues.
L'Armorique est l'objet tout au long du Ve siècle d'une immigration bretonne fuyant les troubles de l'occupation anglo-saxonne ; cette émigration par ricochet donnera plus tard naissance au royaume de Bretagne.

## Structure politique et territoriale

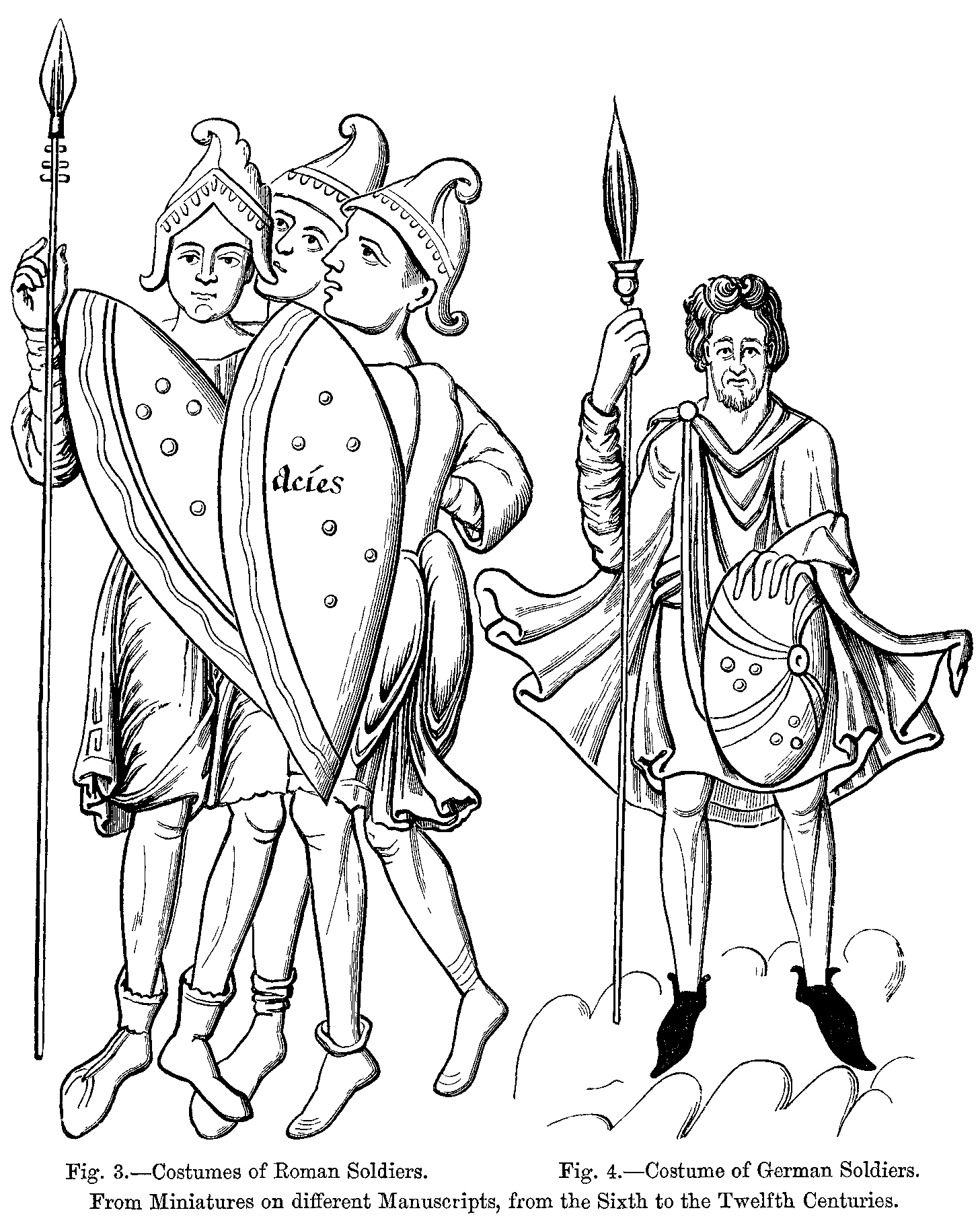
Soldats romains et germaniques.

### Relation du guerrier à son chef
Avant les Grandes migrations, les peuples germains vivaient dans des royaumes de Germanie sur le mode sédentaire, mais hors de la connaissance des annalistes romains.
Les peuples germaniques sont au départ des grandes invasions une confédération de tribus mêlées qui se choisissent un chef de colonne.
On peut retrouver dans la féodalité primitive la trace de cette organisation guerrière, fondée sur le clientélisme : le guerrier, homme libre, se met au service d'un chef de guerre, auquel il apporte sa force et dont il reçoit protection et butin.
Un système féodal reposant sur le clientélisme paraît ainsi avoir existé en germe chez les Celtes et les Germains ; il fut régulièrement établi en Gaule à l'époque de la conquête par les Francs. Dans le code d'Euric des Wisigoths, la recommandation (commendatio) comporte un serment et un engagement de « respect » de la part du vassal et de protection de la part du seigneur.
Les peuples germaniques qui envahissent l'empire forment ainsi des populations de guerriers prédateurs, qui prennent par la force biens et vivres sur le pays où ils évoluent. Dans un premier temps, les invasions germaniques conduisent donc à des pillages et mises à sac des lieux traversés.

### Fédération formelle dans l'administration territoriale d'empire
La fondation des royaumes barbares correspond à une sédentarisation de cette population de guerriers prédateurs.
À la suite de cette installation sur un territoire fixe, le rapport de prédation ne peut plus passer par un pillage systématique : dès lors que le roi considère le territoire comme « le sien », il devient nécessaire de protéger la population et sa production, source de richesses futures, contre le pillage des autres.
La classe guerrière dispose de l'autorité que confère la force, elle se transforme en une aristocratie militaire qui protège la population contre les pillages des voisins, et exige en retour des services (à l'origine des corvées) et des subsistances.
C'est leur passage au statut de peuple fédéré sur les terres de l'Occident romain, formalisé par l'administration impériale quand elle existe encore, qui a laissé le plus de traces dans les écrits. Lors de leur sédentarisation, dans la continuité de l'administration de l'Empire romain d'Occident, les différents royaumes germaniques mirent en place, entre les guerriers et le roi, des circonscriptions de commandement, qui sont qualifiés de duchés dans la continuité de l'administration romaine (les commandements des régions frontalières prenaient le nom de « marche » ou « marquisat »). La géographie précise de ces circonscriptions est difficile à établir, d'autant plus que leurs contours étaient très fluctuants. Ces circonscriptions sont confiées à des chefs dont les titres sont variables selon les peuples (par exemple : dux et gastalds pour les Lombards).
Bien que dépendant nominalement de l'administration d'empire, les dux (grade militaire dans l'administration romaine lui donnant des fonctions de gouverneur provincial tant que l'Empire existe) sont en pratique nommés et révoqués par le souverain.
Au sortir des Grandes invasions, et une fois l'Empire romain d'Occident disparu, les rois des peuples germaniques, sédentarisés sur les terres de l'Europe de l'Ouest, poursuivent leur autorité, en se passant de la délégation romaine qui n'était plus que formelle.

### Seigneuries
Au sein d'un duché, les guerriers germains clients du chef « duc » ainsi récompensé sont en droit de réclamer pour eux-mêmes la récompense de leur service. Sur le plan formel, ces attributions se placent cependant dans le prolongement des droits gallo-romains.
Les terres conquises sont divisées et dévolues par le sort à des chefs indépendants en « bénéfices » ou « fiefs » (comme on les nomma plus tard), c'est-à-dire des terres concédées (en propriété ou en droit) par un chef à ses compagnons d'armes en récompense des services qu'ils lui avaient rendus à la guerre.
Les bénéfices, sont des terres concédées par un seigneur à son vassal pour le prix de sa fidélité. Les honors, sont des charges honorifiques et publiques auxquelles sont adjoints une terre et un revenu.
Quand elles sont « terres libres » (c'est-à-dire sans propriétaire gallo-romain, ou abandonnées par celui-ci, ou conquises au détriment de celui-ci), elles peuvent être attribuées (dans le cadre du droit romain) en pleine propriété au guerrier germanique.
Dans le cas contraire, si un propriétaire foncier gallo-romain reste identifiable, la terre fera néanmoins pour lui l'objet de droits féodaux, source de puissance ou de revenus pour le guerrier germain qui en profite.
Cette organisation territoriale en seigneuries est à la racine de l'aristocratie médiévale.
Cette seigneurie foncière, où les droits ne sont que des droits fonciers, est à distinguer de la seigneurie banale ultérieure, où les seigneurs exercent en outre des droits de puissance publique sur leur territoire.

### Évolution de la division territoriale
L'attribution de territoire à des dux constitue l'embryon de la noblesse médiévale où les grands vassaux étaient liés par l'hommage.
Les titres de noblesse sont initialement attribués aux plus braves guerriers, et ne sont pas héréditaires. Ce sont les bénéfices, et les honors.
Mais le pouvoir royal est souvent fragile durant l'établissement de ces premiers royaumes.
Nombre de ces commandements, devenus héréditaires, évoluèrent en principautés territoriales de type féodal.
Par ailleurs, le territoire sur lequel un roi étend son autorité est considéré comme une propriété personnelle, qui est divisée entre ses fils à sa succession. Ce système conduit rapidement à un morcellement politique et à des guerres incessantes entre factions voisines et rivales.
Il suffit d'une défaite à la bataille pour que l'aristocratie dominante d'une terre soit laminée, ce qui arrive pour nombre d'entre eux ; de plus, l'absence d'institutions étatiques rend aisés les conflits de succession et les trahisons fomentées dans l'ombre du trône.

## Évolution religieuse
L'institution la plus originale apportée par les invasions germaniques est la royauté.
Pour les peuples germaniques, le pouvoir est par lui-même de nature plus magique que sacrale, et s'articule donc avec leur religion. Les tribus de Germanie pratiquaient initialement le culte des Ases desquels les familles royales sont censées descendre. De ce fait, les rois barbares ont une origine sacrée faisant d'eux à la fois des chefs de guerre mais aussi des détenteurs d'un pouvoir spirituel.
Aussi, lorsqu'un chef « barbare » se tourne vers le christianisme pour tenter un rapprochement avec les populations autochtones romanisées, il opte plutôt pour l'arianisme, qui permet au roi de s'identifier au Christ surhomme et de devenir le chef de l'Église, et ainsi de conserver son pouvoir religieux. Le roi « barbare » concentre ainsi les pouvoirs de chef de guerre (ou roi d'armée : heerkönig), chef d'État et chef de l'Église entre ses mains, provoquant un césaro-papisme.
Au contraire, l'église conciliaire prône le partage des pouvoirs entre le roi, laïc, détenteur du pouvoir temporel, et les cinq patriarches, dont le pape de Rome, pontife supérieur, détenteur du pouvoir spirituel pour l'Occident.
Les « barbares » les plus romanisés tels les Burgondes, Ostrogoths, Vandales et surtout les Wisigoths avaient adopté le christianisme, mais dans sa version arienne. Les Francs constituent une ligue de peuple germanique qui, bien qu'ayant établi un fœdus avec l'empire, sont restés païens.
Après l'effondrement de l'Empire romain d'Occident, l'Église reste la seule institution romaine encore en place, car un travail considérable avait déjà été fait pour christianiser cet Empire : conversion des dirigeants, lois privilégiant l’Église, législation sociale s'alignant progressivement sur les Évangiles. Inversement, les lois barbares s'écartaient de ces valeurs, admettant la guerre pour le butin, et une morale sexuelle plus libre.

## Structure sociale
Avec la fin de l'Empire romain d'Occident, la structure politique de l'Europe occidentale changea profondément mais les structures romaines en Occident ne disparurent pas pour autant. La disparition de la bureaucratie romaine entraîna cependant l'effondrement du système économique romain et la plupart des nouvelles entités politiques finançaient leurs armées de manière décentralisée par le biais des chefs locaux et du pillage plutôt que de manière centralisée par l'impôt. La pratique de l'esclavage déclina mais avec la ruralisation de la société, il fut remplacé par le servage.
Hormis les Alains et des groupes épars d'Avars ou de Slaves, les « barbares » qui s'implantent en Occident au Ve siècle sont pour la plupart d'entre eux des peuples germaniques. Leurs langues sont indo-européennes mais différentes des langues romanes parlées dans l'Empire romain. Ils ont aussi des traditions culturelles inconnues dans le monde romain :
- ce sont des nomades qui arrivent dans un monde peuplé de sédentaires ;
- tous les hommes d'un peuple, et pas seulement la caste guerrière, valorisent la fonction militaire et l'éducation au combat ;
- ils n'ont pas d'organisation véritable et forment un ensemble politique assez instable ;
- chacun de ces peuples « barbares » a un droit, mais un droit simplement oral (coutume) qui n'a pas encore été mis par écrit (code), alors que le monde romain est rentré dans le domaine du droit écrit avec un droit qui se veut universel.

Dans ces conditions, les « barbares » n'ont pas eu les moyens d'imposer leur culture : ils étaient au contraire fascinés par la civilisation romaine qu'ils n'ont pas cherché à détruire, mais plutôt à imiter. En fait, ils ont largement adopté les techniques des vaincus. Les royautés barbares continuent à utiliser les cadres administratifs romains qui ont survécu, de même le latin devient la langue de gouvernement et la langue de la culture, si bien qu'ils font mettre par écrit en latin leurs propres droits. Les royaumes barbares se comportent en héritiers de l'Empire romain et non en destructeurs, et de cette tendance naîtra l'ambition de reconstituer l'Empire d'Occident à leur profit avec le soutien des Papes, ambition qui aboutira à l'Empire carolingien et à ses états-successeurs, dont le Saint-Empire romain germanique et le royaume de France (voir Occident chrétien).